# Vladímir Yegóriev
Vladímir Nikoláyevich Yegóriev (en ruso: Влади́мир Никола́евич Его́рьев; 16 de marzo de 1869 - 20 de septiembre de 1948) fue un comandante y experto militar del Imperio ruso, RSFS de Rusia y la Unión Soviética.

## I Guerra Mundial
A partir del 10 de noviembre de 1914, fue comandante del 12.º Regimiento Granadero de Astraján, y después comandó el 5.º Regimiento Granadero de Kiev. A partir del 19 de noviembre de 1915 fue jefe de Estado Mayor de la 1.ª División de Granaderos y a partir del 8 de febrero de 1917, jefe de Estado Mayor del 3.º Cuerpo de Ejército. El 4 de mayo de 1917, Yegóriev, que disfrutaba de gran confianza de las nuevas autoridades como "partidario de las reformas democráticas", fue nombrado comandante de la 171.ª División de Infantería. Después del discurso de LG Kornilov, cuando un gran número de comandantes poco fiables perdieron sus puestos, Yegóriev fue nombrado comandante del 39.º Cuerpo de Ejército el 9 de septiembre de 1917, y le fue concedido el rango de Teniente-General.

## Servicio en el Ejército Rojo
Tras la Revolución de Octubre, fue elegido comandante del Ejército Especial en el frente suroccidental en diciembre de 1917. A partir de enero de 1918 comandó las tropas del frente suroccidental. Entre marzo y septiembre de 1918 fue el líder militar de la Cortina Occidental. En julio-octubre de 1919 comandó las tropas del Frente del Sur contra las tropas de Denikin, pero fracasó en alcanzar resultados en la contraofensiva del frente del sur.
En 1920, fue un experto militar en la delegación soviética para la conclusión del Tratado de Paz de Tartu, entre la RSFS de Rusia y Finlandia y del Tratado de Paz de Riga con Polonia. En los años 1921-1926, tuvo asignaciones del Consejo Militar Revolucionario de la URSS, y fue editor de la revista "Pensamiento Militar y Revolución", y después enseñó en las altas instituciones educativas militares. 
Se retiró en 1934, pero continuó enseñando. Murió en Moscú en 1948, y fue enterrado en el cementerio Novodévichi.